# السيد كوين الغامض
السيد كوين الغامض أو الرجل الغامض (بالإنجليزية: The Mysterious Mr Quin) هي عبارة عن مجموعة قصص قصيرة كتبتها أجاثا كريستي، ونُشرت للمرة الأولى في المملكة المتحدة في 14 أبريل 1930.
كل فصل أو قصة ينطوي على تحقيق منفصل يتم حلها من خلال التفاعل بين الشخصيات السيد ساتيرثويت، والسيد كوين الذي يظهر بطريقة سحرية تقريبًا في أكثر اللحظات المناسبة ويختفي في ظروف غامضة تمامًا.